# Хамонд (Луизијана)
Хамонд (енгл. Hammond) град је у америчкој савезној држави Луизијана.

## Демографија
По попису из 2010. године број становника је 20.019, што је 2.38 (13,5%) становника више него 2000. године.
| Група             | 2000.         | 2010.         |
| Белци             | 9.103 (51,6%) | 9.335 (46,6%) |
| Афроамериканци    | 7.972 (45,2%) | 9.514 (47,5%) |
| Азијати           | 146 (0,8%)    | 294 (1,5%)    |
| Хиспаноамериканци | 277 (1,6%)    | 663 (3,3%)    |
| Укупно            | 17.639        | 20.019        |